# Hakim Noury
Hakim Noury (en àrab, حكيم نوري, Casablanca, 1952) és un director de cinema i de televisió marroquí.

## Filmografia
- L'Enfance volée -
- Le destin d’une Femme -
- Le marteau et l’enclume -
- Histoire d’amour -[1]
- Un simple fait divers
- Fiha El Malha ou soukar ou mabghatch tmoute
- Qalaq